# ياروسلاف موسكاليك
ياروسلاف ياروسلافوفيتش موسكاليك (الروسية: Ярослав Ярославович Москалик)(22 أغسطس 1966 – 25 أبريل 2025) كان ضابطًا عسكريًا روسيًا خدم كفريق ونائب رئيس مديرية العمليات الرئيسية في الأركان العامة للقوات المسلحة الروسية. قُتل في تفجير سيارة مفخخة في بالاشيكا، في مقاطعة موسكو، في أبريل 2025.

## المسيرة العسكرية
كان موسكاليك يحمل رتبة لواء وكان نائب رئيس إدارة العمليات الرئيسية للأركان العامة للقوات المسلحة الروسية.
كان ضابطًا رفيعًا شارك في العمليات العسكرية الاستراتيجية ومثَّل الأركان العامة الروسية في المفاوضات مع أوكرانيا في باريس في عام 2015 وفي عام 2019 على الأقل، في هيئة نورماندي، وهي مجموعة تتكون من فرق من ألمانيا وروسيا وأوكرانيا وفرنسا أشرفت على اتفاقيات مينسك المصممة لإنهاء الحرب بين أوكرانيا والقوات الانفصالية الروسية التي اندلعت في عام 2014.